# Olympische Spiele der Antike

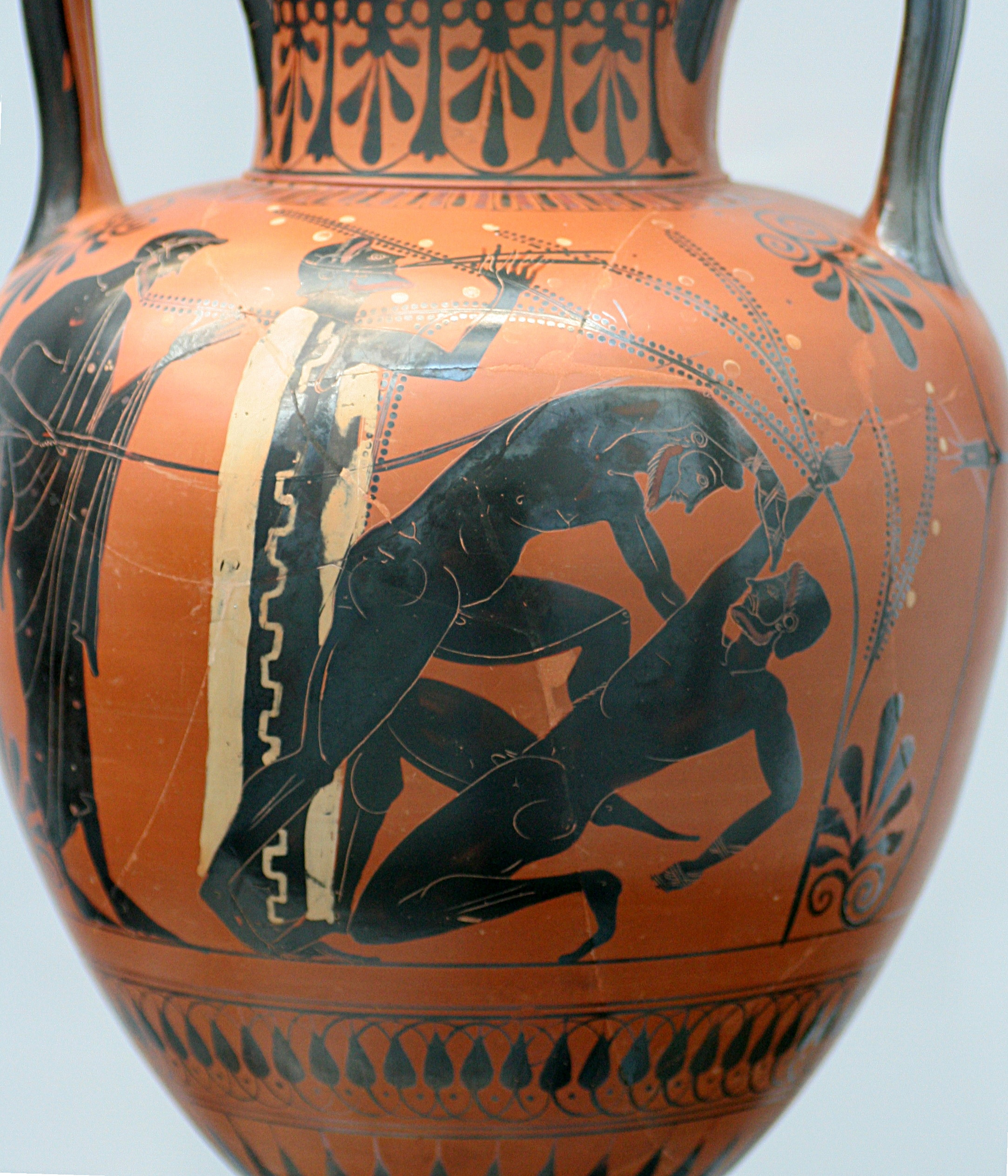
Halsamphore um 510–500 v. Chr.
Der rechte Boxer geht zu Boden und gibt mit ausgestreckter Hand und Finger das Zeichen zum Aufgeben. Sein Gegner dringt trotzdem weiter auf ihn ein und wird deshalb vom Kampfrichter mit einer langen Gerte geschlagen.

Die Olympischen Spiele der Antike waren ein bedeutendes Sportereignis der Antike und Bestandteil der Panhellenischen Spiele. Sie fanden alle vier Jahre nach Ablauf einer Olympiade statt, jeweils im Sommer. Der Austragungsort war der Heilige Hain von Olympia in der Landschaft Elis auf der Halbinsel Peloponnes.
Nach offizieller Zeitrechnung wurden Olympische Spiele (auch elische Olympien genannt) von 776 v. Chr. bis 393 n. Chr. abgehalten. Archäologisch nachweisen lassen sich Wettkämpfe in Olympia aber erst von etwa 700 v. Chr. an. Sie wurden anscheinend auch nach der offiziellen Schließung des Heiligtums im Jahr 393 n. Chr. noch bis ins 6. Jahrhundert ausgetragen, wenn auch nur in bescheidenem Umfang.
An die antike Tradition knüpfte 1894, auf maßgebliche Initiative Pierre de Coubertins hin, die Einführung der Olympischen Spiele der Neuzeit an.

## Ursprung
Nach der traditionellen antiken Zeitrechnung fanden die ersten offiziellen Olympischen Spiele der Antike im Jahr 776 v. Chr. statt. Schon zuvor soll es nach späten antiken Überlieferungen in Olympia Sportwettkämpfe gegeben haben, doch bereits an der Historizität Olympischer Spiele im 8. Jahrhundert v. Chr. bestehen starke Zweifel. Zwar bestand in Olympia seit dem 11. Jahrhundert v. Chr. ein Kultbetrieb, athletische Wettkämpfe jedoch lassen sich frühestens für etwa 700 v. Chr. archäologisch nachweisen. Erst im frühen 6. Jahrhundert v. Chr. gewannen die ursprünglich lokalen Wettkämpfe überregionale Bedeutung. Eine erste Siegerliste, deren Grundlage unbekannt ist, fertigte Hippias von Elis gegen Ende des 5. Jahrhunderts v. Chr. an.
Im Jahr 776 v. Chr. wurden angeblich die Spiele von den Königen Iphitos von Elis, Kleosthenes von Pisa und Lykurgos von Sparta durch ein Abkommen geregelt. Diese Herrscher, die um den Vorrang in Olympia rivalisierten, garantierten die heilige Waffenruhe (Ekecheiria). Sie wurde während der Zeit der Spiele eingehalten, um allen Beteiligten eine sichere An- und Abreise zu gewährleisten. Die Waffenruhe galt dabei nur den Athleten, die zu den Spielen reisen wollten. Die heiligen Stätten von Olympia durften ohnehin nicht in Waffen betreten werden, wodurch auch ein sicherer Aufenthalt garantiert war. Seit dieser Zeit fanden die Spiele alle vier Jahre im Monat August statt und waren religiöse Feste mit umfangreichem Beiprogramm.
Über die Entstehung der Spiele gibt es unterschiedliche Meinungen. Griechische Mythen erklärten teils Herakles, teils Pelops zu ihren Begründern. Am Giebel des Zeustempels von Olympia war das Wagenrennen dargestellt, in dem Pelops – nach dem die Halbinsel Peloponnes benannt ist – den König Oinomaos durch Betrug besiegt und getötet hatte. Angeblich richtete Pelops die Spiele ein, um sich von der Blutschuld am Tod des Königs zu reinigen.

## Bedeutung
Die Spiele in Olympia waren das älteste der Sportfeste im alten Griechenland. Sie erlangten die größte Bedeutung und überlebten auch am längsten. Zu den Panhellenischen Spiele zählten außerdem die alle vier Jahre in Delphi zu Ehren Apollons abgehaltenen Pythischen Spiele, die alle zwei Jahre veranstalteten Nemeischen Spiele zu Ehren von Zeus bei Nemea und Argos und im selben Turnus die Isthmischen Spiele zu Ehren Poseidons von Korinth. Den Athenern hingegen gelang es niemals, die Panathenäischen Spiele bei Athen ebenfalls in den Reigen der „heiligen Spiele“ einzugliedern.
Auf der Spielstätte verbanden sich Sport und Kult, Weihehandlung und Wettstreit. Die Olympischen Spiele der Antike waren kulturell und politisch von unvergleichbar großer Bedeutung. Sie dienten als politisches Forum, da sowohl das Volk als auch Diplomaten und politische Vertreter aus allen Teilen der griechischen Welt zusammenkamen. Nach den Perserkriegen kamen die ewig zerstrittenen Griechen zur Einsicht, dass Olympia zum Symbol ihrer innerstaatlichen Eintracht werden sollte, mit Orakel und Schiedsgericht.
Nicht zu unterschätzen ist die organisatorische Aufgabe der Offiziellen in Olympia selbst, die für den reibungslosen Ablauf des antiken Großereignisses zuständig waren.
Menschen aller Schichten und Berufsgruppen nutzten die Tage als gesellschaftliches Forum und aus wirtschaftlichen Aspekten. Neben den Wettkämpfen gab es dann auch Theateraufführungen und Unterhaltungen zwischen Buden mit Volksfestcharakter wie Darbietungen von Trompetern und Jongleuren. Das gemeine Volk hauste in einfachen Zeltstädten.

## Reglement

### Teilnehmer
Während der Olympischen Spiele versammelten sich bis zu 100.000 Besucher auf dem Gelände des Heiligtums und den angrenzenden Feldern. Die Hänge des Stadions boten Platz für rund 45.000 Zuschauer. Bei den eigentlichen Wettkämpfen (Agonen) waren als Zuschauer unverheiratete Frauen und freie Männer und als Wettkämpfer nur Letztere zugelassen, die Vollbürger und ohne Blutschuld, von ehrlicher Geburt und keines Verbrechens schuldig waren. Auch die Priesterin der Demeter durfte auf der Tribüne der Kampfrichter (Hellanodiken) den Spielen beiwohnen. Verheiratete Frauen und Unfreie durften weder als Wettkämpfer noch als Zuschauer teilnehmen. Bei Missachtung dieses Verbots drohte die Todesstrafe. Diese soll durch den Sturz vom Felsen Typaion südlich des Alpheios durchgeführt worden sein.
Dennoch konnten auch Frauen als Olympiasieger geehrt werden, da bei den Wagenrennen nicht dem Wagenlenker, sondern dem Rennstallbesitzer die Siegesehre zugesprochen wurde. Auf diese Weise wurde Kyniska aus Sparta zweifache Olympiasiegerin. Für alle anderen Frauen gab es eigene, als Heraia bezeichnete Wettkämpfe, die alle vier Jahre zwischen den Olympischen Spielen stattfanden. Die Siegerinnen wurden dort ebenfalls mit Ölzweigen bekränzt und durften nach diesen Spielen ihr Standbild im Tempel der Hera weihen.
In der Anfangszeit der Olympischen Spiele waren die Wettkämpfer lediglich besonders sportliche freie Männer, später jedoch überwiegend Berufssportler aus eher begüterten Verhältnissen, die sich die langen Trainingszeiten auch finanziell problemlos leisten konnten.

### Wettkampfrichter
Die Wettkampfrichter, Hellanodiken, (altgriechisch Ἑλλανοδίκαι) prüften die Teilnahmeberechtigung der Athleten (athletes) und überwachten die Einhaltung der Hygiene, das Training und natürlich die Beachtung der Wettkampfregeln in Olympia. Zu Beginn der Spiele wurden sie und die Athleten vereidigt. Die Zuteilung der Sportler (und Pferde) in Altersklassen – es gab ja keine Geburtsnachweise – nahmen sie nach Augenschein vor. Bei Regelverstößen hatten sie das Recht, körperliche Züchtigung anzuordnen. Auch Frühstartern in den Laufdisziplinen drohte diese Bestrafung, die durch die „Peitschenträger“ vollzogen wurde.
Bei den Wettkämpfen wurden weder Zeiten noch Entfernungen gemessen, denn es zählte einzig und allein, der Erste zu werden.

### Strafen bei Regelverletzungen
Für die Teilnehmer an den Kultspielen galten strenge Regeln, auf die sie zu Beginn eingeschworen wurden. Bei Verstößen gab es folgende Strafen: Entweder der Teilnehmer wurde sofort von den weiteren Wettkämpfen ausgeschlossen und in Unehren in seine Heimatstadt geschickt, oder auf Kosten des Regelverletzers wurden Zeusstatuen angefertigt und am Zugang zum Stadion aufgestellt, an deren Postament der Name und der Herkunftsort des Bestraften verewigt wurden. Diese Statuen heißen Zanes (Plural für Zeus) und die heutigen Besucher können die Basen dieser Statuen betrachten; insgesamt sind im Lauf der Jahrhunderte aber nur 16 solcher Statuen aufgestellt worden. Gegebenenfalls wurde noch eine öffentliche Auspeitschung durch Sklaven vorgenommen. Dies geschah jedoch sehr selten, da körperliche Strafen (außer der Todesstrafe) lediglich an Sklaven vorgenommen wurden.
Aus heutiger Sicht war der Umstand seltsam, dass ein Athlet, der durch Regelverletzung Sieger wurde, zwar bestraft wurde, aber Titel und Siegerkranz behielt.

### Das Bekleidungsverbot in den gymnischen Wettbewerben
Die gymnischen Wettbewerbe (gymnischen Agone) umfassen diejenigen Sportarten der Antike, bei denen die Athleten nackt antraten (γυμνός = gymnos = nackt). Dies waren Leicht- und Schwerathletik einschließlich Fünfkampf. Diese Wettkämpfe wurden im Stadion, östlich der Altis, ausgetragen.
Ab den 95. Olympischen Spielen 400 v. Chr. waren nicht nur alle Athleten verpflichtet nackt anzutreten, die Anordnung wurde auch auf die Trainer ausgeweitet. Der Grund war laut Pausanias, dass sich bei den 94. Olympischen Spielen 404 v. Chr. Kallipatira als Trainer eingeschlichen hatte. Als ihr Sohn siegte, sprang sie über die Schranke und entblößte sich dabei versehentlich. Auf Grund der Verdienste ihres Vaters, ihrer Brüder und ihres Sohnes, die allesamt Olympiasieger waren, wurde sie dennoch nicht bestraft.

## Ablauf
Das antike Olympia bestand aus der Altis (heiliger Hain) sowie den unmittelbar angrenzenden Sportstätten und war schätzungsweise 30 Hektar groß. Als Schutzmacht der Spiele fungierte Sparta, während die Eleier für die Organisation zuständig waren.

### Vorbereitung
Zehn Monate vor Beginn der Wettkämpfe wurde in Elis ein Trainingslager eingerichtet. Die Athleten mussten dieses mindestens 30 Tage vor Beginn der Spiele bezogen haben. In Olympia dann gab es auch Trainingsräume, Bäder, Herbergen und eine Bibliothek für die Sportler. Sogar eine spezielle Sportnahrung für Leichtathleten war damals schon erfunden. Sie bestand unter anderem aus Gerstenbrot, Weizenbrei und getrockneten Früchten.

### Sportliches Programm

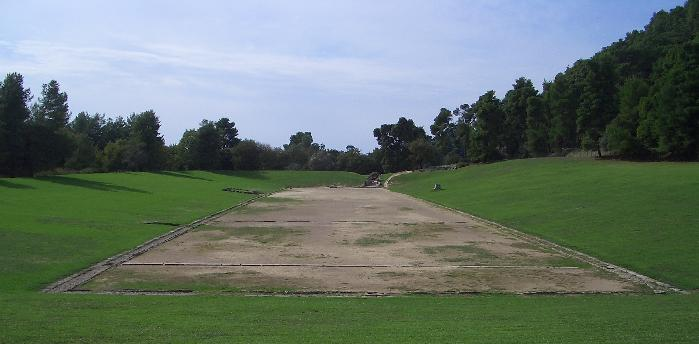
Stadion in Olympia 2004

Lange Zeit gab es als einzige Sportart dort nur einen Wettlauf über die Distanz des Stadions (192,27 Meter). Der Sieger entzündete das Feuer auf dem Altar vor dem Zeustempel – dies galt als besondere Ehrung. Innerhalb des 456 v. Chr. fertiggestellten Tempels befand sich die ab 438 v. Chr. geschaffene Zeus-Statue des Phidias – eines der sieben antiken Weltwunder.
Durch die größere Anzahl an Wettkämpfen wurden die Spiele im Laufe der Jahrhunderte von einem auf fünf Tage verlängert, woraus sich schließlich folgender Ablauf ergab:
Die Spiele begannen immer zwei Tage vor dem zweiten oder dritten Vollmond nach der Sommersonnenwende – also im August oder September unserer Monatsrechnung – am ersten Tag mit einer Opferzeremonie. Die Athleten und Kampfrichter legten einen Eid ab, dass sie den Frieden der Spiele sowie die Wettkampfregeln achten werden. Dann begannen die Wettbewerbe.
- Am Nachmittag des ersten Tages fanden die Wettkämpfe der Knaben im Laufen, Ringen und Faustkampf statt.
- Am zweiten Tag fanden Wettreiten und Wagenrennen statt. Außerdem wurde der Fünfkampf, der den Höhepunkt der Spiele darstellte, ausgetragen.
- Am dritten Tag wurden nach der Opferung eines Stiers weitere Laufwettbewerbe ausgetragen, zuerst der Langstreckenlauf, dann der einfache Kurzstreckenlauf und schließlich der Doppellauf.
- Am vierten Tag kämpften die Sportler in den Disziplinen Ringen, Boxen, Pankration und Waffenlauf um den Sieg.
- Am letzten Tag fand eine Prozession der Sieger zum Zeustempel sowie Siegesfeiern statt.

### Ehrung der Sieger
Die Sieger wurden mit einem Palmzweig, einem Stirnband und einem Kranz aus Zweigen vom kotinos kallistephanos geehrt (wörtlich etwa „Ölbaum der schönen Kränze“). Dieser wilde Ölbaum stand in der Nähe des Zeustempels. Das Stirnband und den Kopfkranz durften sie anschließend mit nach Hause nehmen. In ihrer Heimatstadt wurden sie dann als Helden gefeiert. Sie wurden privilegiert durch Steuerbefreiung, Geldprämien, Geschenke, bürgerliche Ehrenrechte oder große Begräbnisse.
Für Zweit- und Drittplatzierte gab es im Gegensatz zu den Olympischen Spielen der Neuzeit keine Ehrung. Nur der beste Sportler wurde gefeiert. Es wird von einigen Athleten berichtet, dass sie lieber sterben wollten, als Zweiter bei den Olympischen Spielen zu werden.
Als erster soll Hippias aus Elis im 5. Jahrhundert v. Chr. eine Liste der Wettkampfsieger angefertigt haben.

## Sportarten

### Laufwettbewerbe

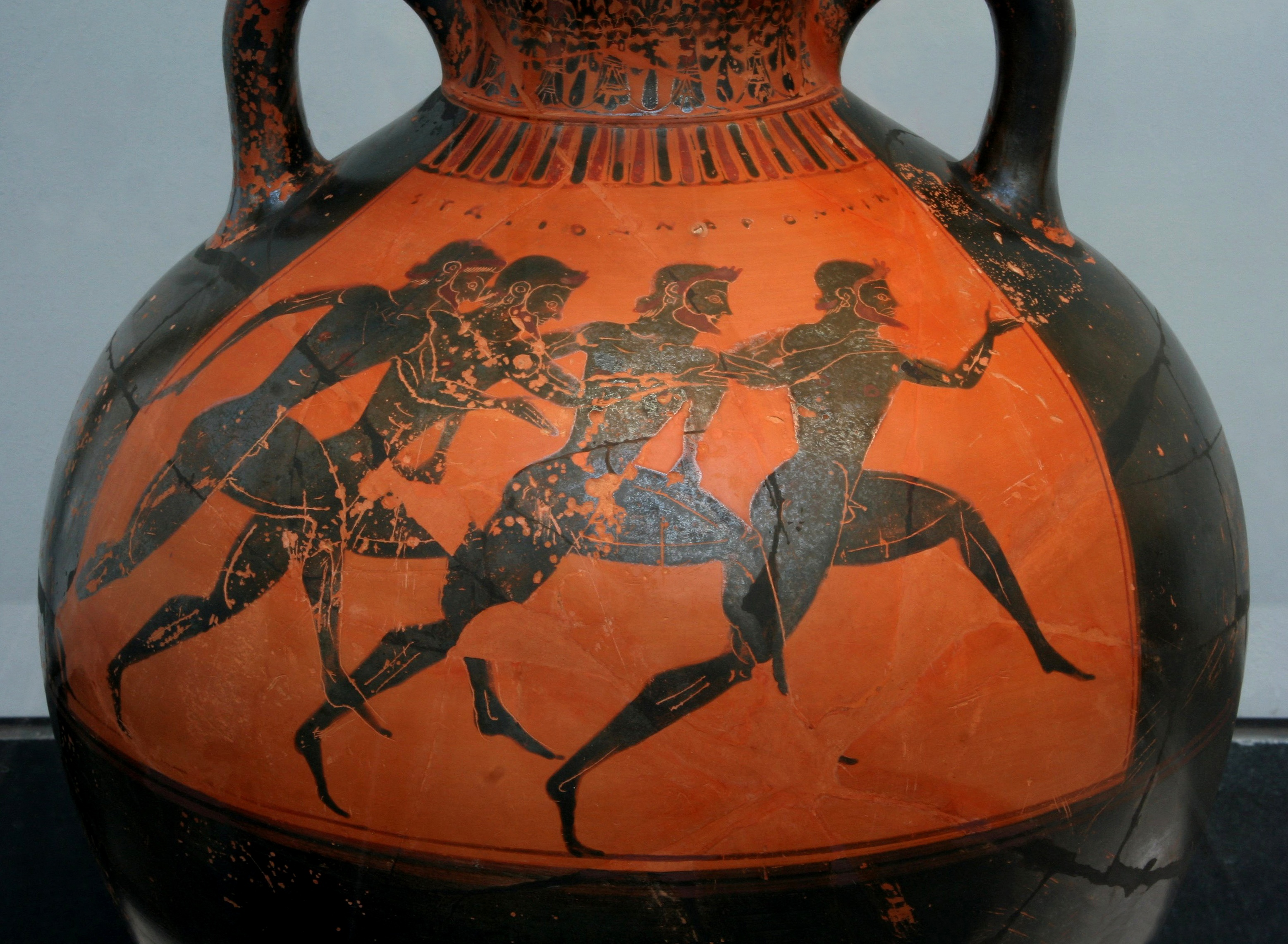
Läufer bei den Panathenäischen Spielen (Vase, ca. 530 v. Chr.). Laufdarstellungen aus Olympia sind nicht bekannt.

Laufen (Dromos) ist die älteste Disziplin. Bei den ersten 13 Olympiaden war der Stadionlauf der einzige Wettbewerb, erst nach 15 Olympiaden kamen andere Disziplinen zu den Laufwettbewerben hinzu. Sämtliche Läufe wurden barfuß durchgeführt und im Hochstart begonnen, der Tiefstart war noch unbekannt. Fehlstarts sollen mit Stockschlägen geahndet worden sein.
Die Laufstrecke im Stadion war zwischen den Rillen auf den Start- und Zielschwellen gemessen 192,28 m lang; üblicherweise entsprach das griechische Längenmaß eines Stadions 600 Fuß, weshalb man für den olympischen Fuß eine Länge von 32,04 cm annimmt.
Die Bahnen führten über die gesamte Länge des Stadions geradeaus. Bei den Wettkämpfen wurde in Richtung Zeusaltar, d. h. in Richtung der Altis gestartet. Rundbahnen um ein zentrales Feld gab es in der Antike noch nicht – beim Doppellauf musste jeder Athlet nach halber Distanz um eine Stange auf seiner Bahn wenden. Zum Langstreckenlauf wurde wahrscheinlich jeweils eine Stange an den Anfang und das Ende der Laufbahn gesteckt, um die alle Teilnehmer wenden mussten (Pendellauf).
Ab:

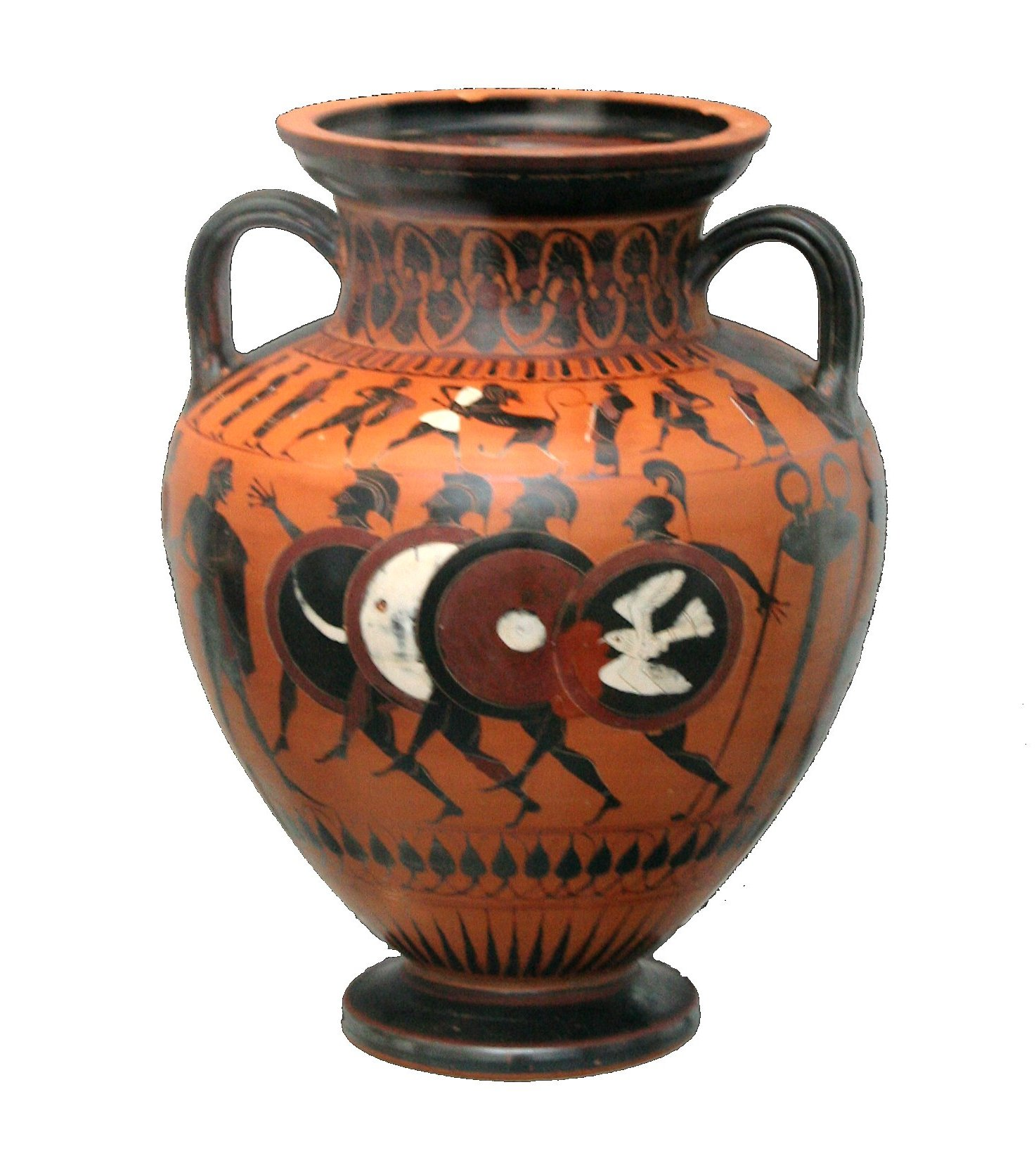
Waffenlauf

- 776 v. Chr. – stadion (Stadionlauf): Kurzstreckenlauf über ein Stadion (also 192,28 m)
- 724 v. Chr. – diaulos (Doppellauf): Kurzstreckenlauf doppelter Länge (ca. 385 m)
- 720 v. Chr. – dolichos: Langstreckenlauf über 20 oder 24 Stadien (ca. 3845 m oder 4614 m)
- 520 v. Chr. – hoplitodromos (Hoplitenlauf): Waffenlauf über zwei Stadien (ca. 385 m)

Die Teilnehmer beim Waffenlauf trugen ursprünglich die komplette Ausrüstung eines Hopliten, später mussten sie allerdings nicht mehr Speer und Beinschienen anlegen, sondern nur noch Helm und Schild waren vorgeschrieben.

### Fünfkampf
Beim antiken Fünfkampf (Pentathlon) handelte es sich um eine Kombination von fünf Wettbewerben, die an einem Nachmittag abgehalten wurden. Der antike Pentathlon wurde erstmals 708 v. Chr. abgehalten.
Dies waren:
- diskos: antikes Diskuswerfen
- halma: antiker Weitsprung (wahrscheinlich Fünfsprung) mit Sprunggewichten (halteres)
- akontion: antikes Speerwerfen
- dromos: antiker Stadionlauf
- pale: antiker Ringkampf

Wie der Sieger im Pentathlon ermittelt wurde, ist nicht eindeutig geklärt. Am wahrscheinlichsten ist aber, dass ein Athlet ausscheiden musste, wenn ein Konkurrent in drei Disziplinen jeweils besser platziert war als er. So konnte der Pentathlon bereits beendet sein, wenn ein Teilnehmer die ersten drei Disziplinen gewonnen hatte. Fiel die Entscheidung erst im Ringkampf, waren trotzdem einige Teilnehmer bereits ausgeschieden.

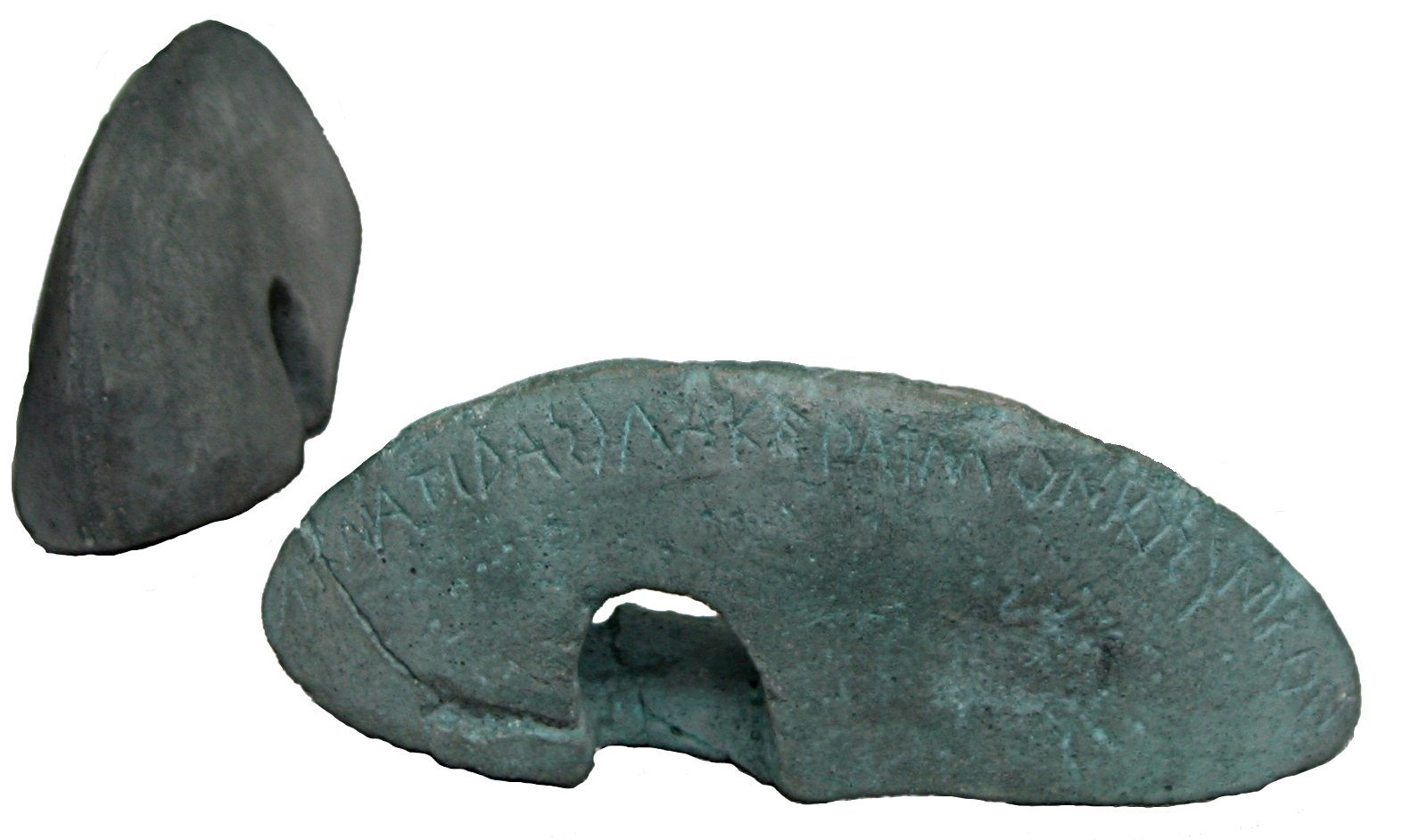
Griechische Sprunggewichte

Man ist sich nicht einig darüber, ob Gewichte, die die Sportler bei einigen Disziplinen trugen, diese erschweren sollten. Die Sprunggewichte beim Weitsprung (Halteres) wurden laut Untersuchungen der Sporthochschule Köln sowie der Manchester Metropolitan University eingesetzt, um mit Hilfe der speziellen Sprungtechnik eine größere Weite zu erreichen. Die Gewichte wurden beim Absprung aus dem Stand nach vorne gerissen und kurz vor der Landung wahrscheinlich nach hinten gestoßen. Der Weitsprung erfolgte wahrscheinlich in fünf hintereinander ausgeführten Einzelsprüngen, sodass die einzig historisch belegte Weite von insgesamt etwa 16 Metern auch für einen heutigen Sportler möglich wird.

### Schwerathletik
Zur Schwerathletik gehörten der Ringkampf (pale), der Faustkampf (pygme) und der Allkampf (pankration). Beim Pankration war bis auf Beißen und Bohren in den Augen alles erlaubt. Gekämpft wurde, bis ein Gegner aufgab, ausgeknockt wurde oder starb. Der antike Ringkampf war der Vorläufer des heutigen Griechisch-römisches Ringens, der antike Faustkampf der Vorläufer des heutigen Boxens und der antike Allkampf der Vorläufer des heutigen Mixed Martial Arts.
Ab:
- 708 v. Chr. – pale: Ringkampf der Männer[17]
- 688 v. Chr. – pygme: Faustkampf der Männer[17]
- 648 v. Chr. – pankration: Allkampf der Männer[17]
- 632 v. Chr. – pale: Ringkampf der Jungen[17]
- 616 v. Chr. – pygme: Faustkampf der Knaben[17]
- 200 v. Chr. – pankration: Allkampf der Knaben[17]

### Pferdesportwettbewerbe

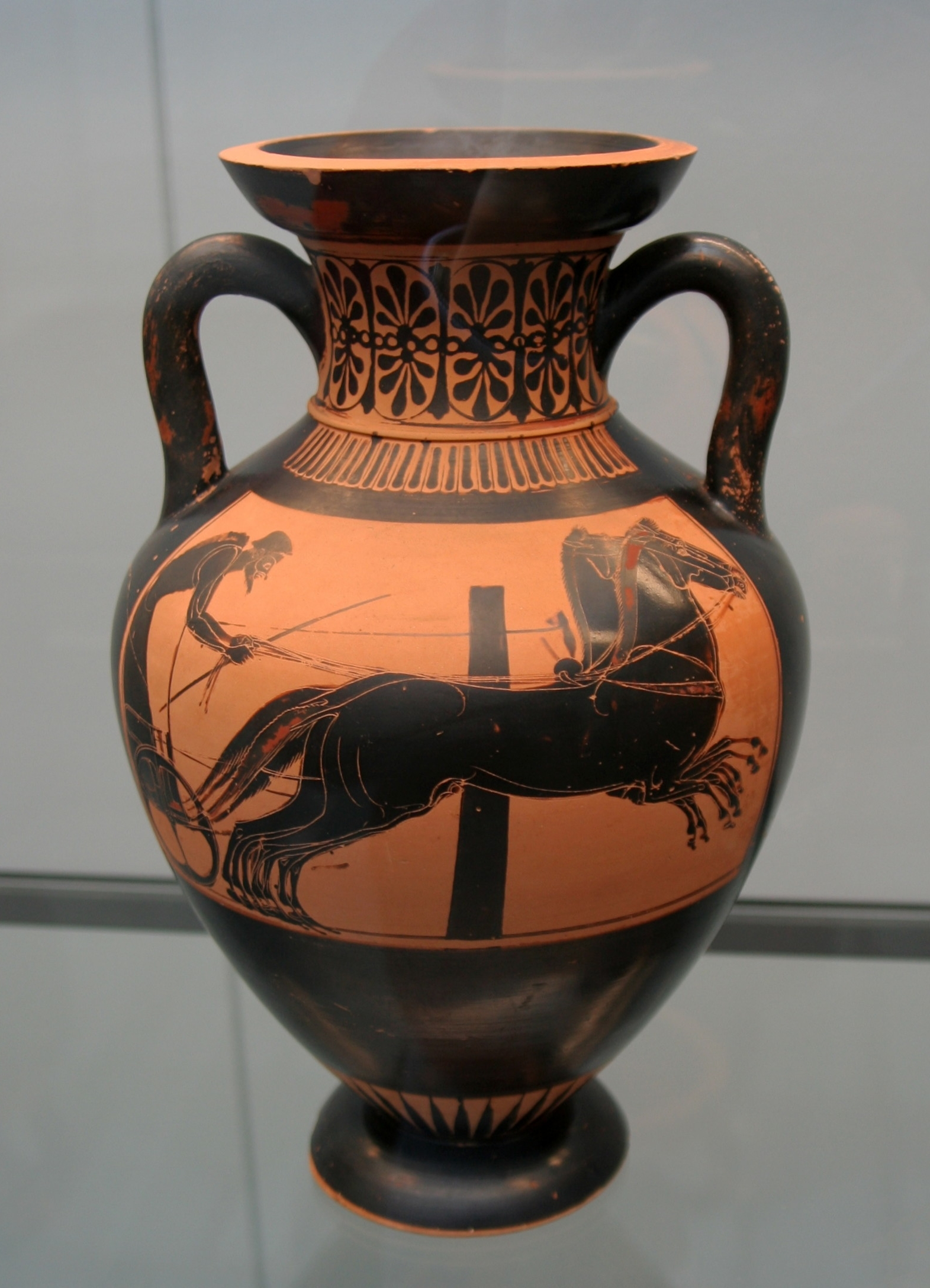
Pseudo-Panathenäische Preisamphora, ca. 500 v. Chr.: Wagenrennen mit Vierergespann (München, Antikensammlungen)

Die Pferdesportwettbewerbe (hippische Agone) wurden im Hippodrom neben der Altis ausgetragen. Geritten wurde ohne Sattel und Steigbügel. Die Gespanne bei den Wagenrennen wurden meist von Sklaven, aber auch Frauen gelenkt. Den Siegesruhm erntete allerdings meistens der „Herr“ oder der Rennstallbesitzer, Bilistiche als Frau war hierbei eine Ausnahme. Die Rennstallbesitzer waren meistens Aristokraten. Pferdesport war kostenaufwendig, dies ist auch heute noch so.
Ab:
- 680 v. Chr. – tethrippon: Viergespann über 12 Runden (ca. 13.843 m)
- 648 v. Chr. – Galopprennen über 2 Runden (ca. 2307 m)
- 500 bis 444 v. Chr. – apene: Zweigespann mit Maultieren
- 496 bis 444 v. Chr. – calpe: Stutenrennen über 8 Runden (ca. 9229 m)
- 408 v. Chr. – synoris: zweispänniges Wagenrennen
- 384 v. Chr. – Viergespann mit Fohlen über 8 Runden (ca. 9229 m)
- 268 v. Chr. – Zweigespann mit Fohlen über 3 Runden (ca. 3641 m)
- 256 v. Chr. – Fohlenrennen über eine Runde (ca. 1154 m)

Die Rundenzahlen basieren auf der Annahme, dass die Laufbahn des Hippodroms abzüglich der Startvorrichtung bis zur Wende knapp unter 600 Meter lang war, sodass eine Runde eine Länge von 1154 m hatte (sechs Stadien à 192,27 m). Dies scheint auf Grund der glatten Rundenzahlen logisch, ist allerdings umstritten.

## Niedergang der Spiele
Politische Konflikte innerhalb Griechenlands und der Einfluss des Römischen Reichs auf das antike Griechenland ab dem 2. Jahrhundert v. Chr. wirkten sich auch auf die Olympischen Spiele aus. Im Jahre 80 v. Chr. ließ der römische Diktator Sulla die Spiele in Rom austragen, nachdem er Olympia und Delphi geplündert hatte, um seine Kriege zu finanzieren. Kaiser Nero hatte wiederum den Einfall, den Spielzeitpunkt zu verschieben, damit sie besser in seinen Reiseplan passten: Er besuchte 66 n. Chr. Griechenland und nahm bei dieser Gelegenheit an allen vier panhellenischen Wettkämpfen teil. Andere römische Kaiser sorgten später für einen neuen Aufschwung, indem neue Gebäude und ein Bewässerungssystem gebaut wurden.
Vermutlich zum letzten Mal wurden die Olympischen Spiele der Antike im Jahre 393 n. Chr. ausgetragen, bevor der römische Kaiser Theodosius I. im Jahre 394 alle heidnischen Zeremonien verbieten ließ, zu denen auch diese Spiele gezählt wurden. Wie wirksam dieses Verbot war, ist umstritten. Lange schien eindeutig festzustehen, dass die Spiele zumindest nach 426 n. Chr. nicht mehr ausgetragen wurden, da ein Brand den Zeustempel in diesem Jahr vollständig zerstörte. Doch jüngst haben archäologische Untersuchungen Hinweise darauf geliefert, dass in Olympia noch im 6. Jahrhundert Wettkämpfe stattfanden – wenn auch in bescheidenem Maßstab. Invasionen durch Goten und Awaren, vor allem aber ein Einfall der Slawen bald nach 580, machten dem antiken Olympia dann endgültig den Garaus.
Überschwemmungen des Kladeos, Erdrutsche des Kronoshügels und Erdbeben sind der Grund dafür, dass die antike Spielstätte erst 1766 wiederentdeckt wurde, bevor 1875 deutsche Ausgrabungen begannen, die rasch dazu führten, Olympia in ganz Europa wieder populär zu machen. Die ersten Olympischen Spiele der Neuzeit fanden 1896 in Athen statt.

## Präsidenten der Spiele
Obwohl dieser Posten gar nicht existierte, gab es dennoch zwei Präsidenten der Olympischen Spiele. Das war zum einen ein Rhodier namens M. Cocceius Timasarchus um 200 v. Chr. Zum anderen war es Herodes. Von Timasarchus wird angenommen, dass er dafür eine entsprechende Spende geleistet hat, von Herodes ist es überliefert. Der Grund für die Spende des Herodes war, dass – bedingt durch die Ermordung Gaius Iulius Caesars und der Ausbreitung der Römischen Bürgerkriege in Richtung Griechenland – nicht nur die Finanzierung der Spiele nicht mehr gesichert war, sondern auch die Teilnehmerzahl signifikant abnahm. Nur dank der großzügigen Spende des Herodes im Jahr 12 v. Chr. konnten die Spiele wieder in gewohntem Umfang aufgenommen werden.

## Berühmte Athleten

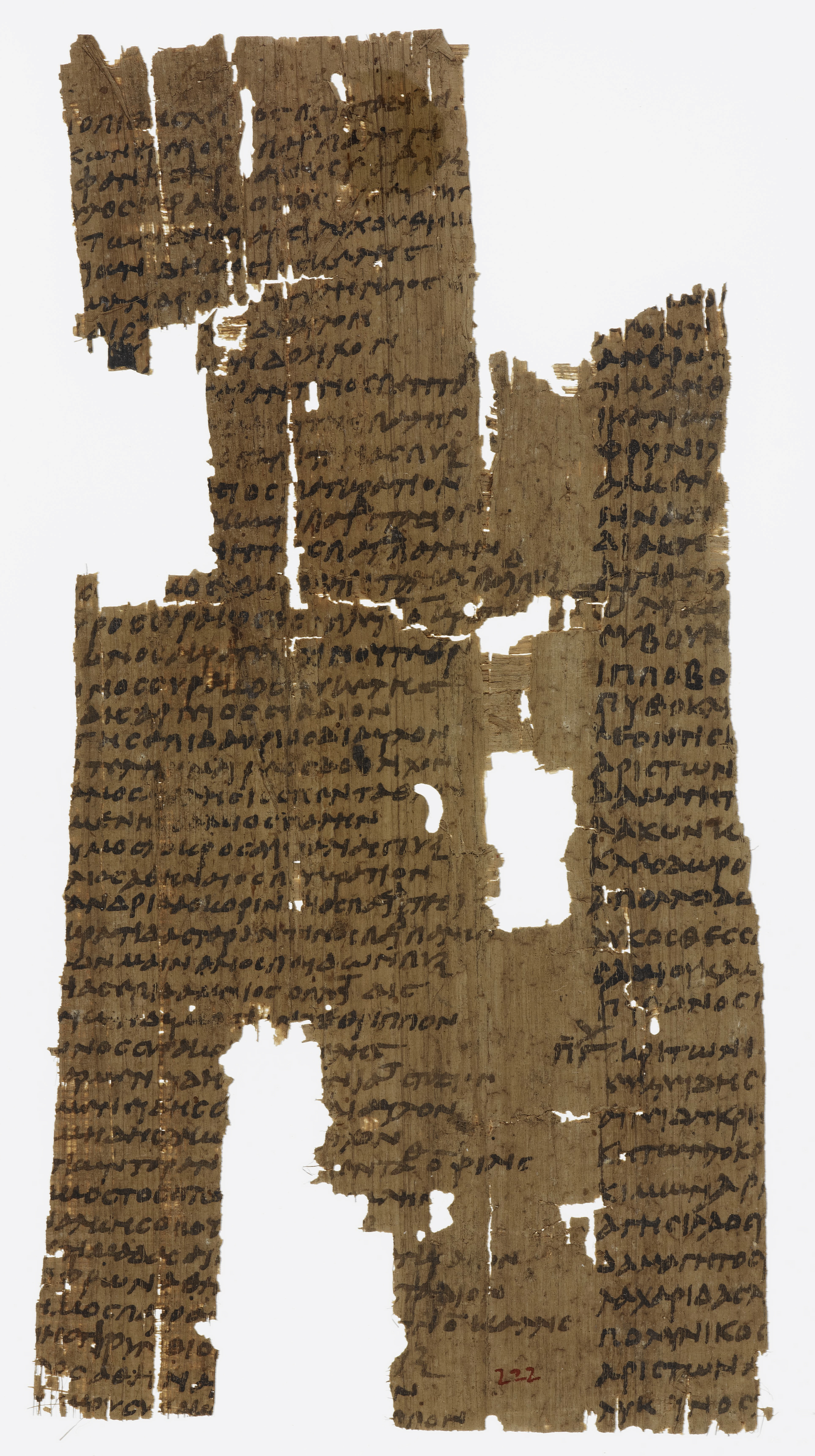
Antike Liste von Olympiasiegern der 75. bis 78. und 81. bis 83. Olympischen Spiele (480–468 und 456–448 v. Chr.)

Auch in der Antike gab es bereits gefeierte Sportstars: Athleten, die durch ihren Ruhm Geld und Einfluss gewannen und deren sportliche Leistungen legendär waren.
Athen
- Aurelios Zopyros: Faustkampf der Junioren
- Dioxippos: kampfloser Sieger im Pankration 336 v. Chr.

Sparta
- Chionis von Sparta: Sieger im Weitsprung, Dreisprung, Laufwettbewerbe (stadion, diaulos)
- Kyniska: erste überlieferte weibliche Olympiasiegerin, gewann zwei Pferderennen (tethrippon)

Rhodos
- Diagoras von Rhodos (Boxer) und seine Söhne Akusilaos (Boxer) und Damagetos (Pankriast)
- Leonidas von Rhodos (Läufer): Stadion-, Doppel-, Waffenlauf

Kroton
- Astylos von Kroton (Läufer): Stadion-, Doppel-, Waffenlauf
- Milon von Kroton (Ringkämpfer)
- Timasitheos von Kroton (Ringkämpfer)

Andere Städte
- Koroibos von Elis, der erste namentlich bekannte Olympiasieger (Stadionlauf)
- Theogenes von Thasos (Pankriast)

Rom
- Kaiser Nero (Wagenlenker eines Zehnspänners): gestürzt, doch zum Sieger erklärt